# Ludwig Valenta

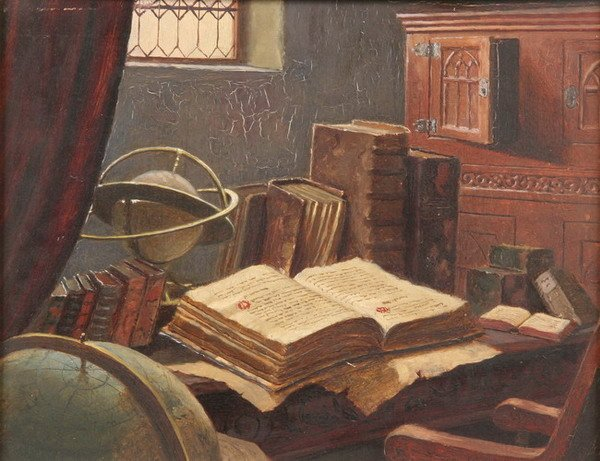
Stillleben

Ludwig Valenta (* 30. August 1882 in Wien; † 1943 in Rio de Janeiro) war ein österreichischer Genremaler.
Valenta studierte Malerei an der Kunstakademie in Wien. Seine Werke zeigte er 1933 auf einer Ausstellung in Wien. Nach dem Anschluss Österreichs 1938 wanderte er 1939 nach Brasilien aus, wo er sich in Rio de Janeiro niederließ.
Valentas Malerei war lebenslang im traditionellen Biedermeier-Stil gehalten.